# Informationspraxis
Informationspraxis war eine Open-Access-Fachzeitschrift für das Archiv-, Bibliotheks- und Museumswesen. Sie erschien zwischen 2015 und 2023 jährlich mit 1–2 Ausgaben, die einzelnen Artikel werden sukzessive veröffentlicht.
Informationspraxis experimentierte mit verschiedenen Begutachtungsverfahren. Neben konventionellem Peer Review wurde unter anderem auf Offenes Peer-Review gesetzt.
Die Zeitschrift wurde vom Verein Informationspraxis getragen. Das Hosting findet (auch weiterhin) statt durch die Universitätsbibliothek Heidelberg.